# Edith Behleit
Edith Behleit (* 23. August 1931 in Bad Schwartau als Edith Kruse; † 23. Februar 2013 in Feldafing) war eine deutsche Schauspielerin.

## Leben
Edith Behleit begann ihre Schauspielkarriere zunächst als Theaterschauspielerin. Anfang der 1960er Jahre war sie kurzzeitig am Theater Meiningen engagiert, kehrte jedoch vor dem Mauerbau in den Westen zurück.
1964/65 gastierte sie bei den Freilichtspielen Schwäbisch Hall. In der Spielzeit 1964/65 war sie am „Theater der Altstadt“ in Stuttgart engagiert. In der Spielzeit 1965/66 folgte ein Engagement als Gast an der Württembergischen Landesbühne Eßlingen unter Vertrag. In der Spielzeit 1966/67 war sie erstmals als Gast am Zimmertheater Heidelberg und an der Komödie im Marquardt in Stuttgart verpflichtet. Von 1967 bis 1969 trat sie am Zimmertheater Tübingen auf.
Ab der Spielzeit 1968/69 war sie am Zimmertheater Heidelberg verpflichtet. Ab der Spielzeit 1968/69 war sie außerdem regelmäßig an der Komödie im Marquardt in Stuttgart engagiert.
Ab der Spielzeit 1973/74 gastierte Behleit mehrfach am Stadttheater Chur auf. In der Spielzeit 1975/76 war sie auch am Stadttheater Pforzheim engagiert. In der Spielzeit 1976/77 war sie bei der „Berliner Tournee Erich Kuhnen GmbH“ unter Vertrag. 1977 spielte sie in der „Alten Reitschule“ in Weilburg bei einem Tourneegastspiel die Putzfrau Jolande in der Boulevardkomödie Eine Rose zum Frühstück von Barillet & Grédy. In der Spielzeit 1978/79 war sie wieder am Stadttheater Chur verpflichtet, wo sie in dem Theaterstück Zimmerschlacht von Martin Walser auftrat. Regie führte Franziskus Abgottspon; ihr Partner war Paul Felix Binz. Ende der 1970er Jahre/Anfang der 1980er Jahre gehörte sie zum Ensemble des von Dieter Henkel geleiteten Münchner Tourneetheaters „Theater unterwegs“. In der Saison 1979/80 spielte sie die Rolle der Mrs. Edith Parker in der Komödie Guten Abend Mrs. Sunshine von Arthur Lovegrave, in der Lia Wöhr, Friedrich Schoenfelder, Carola Höhn und Rick Parsé ihre Partner waren. 1979 gastierte sie mit diesem Stück auch am Theater am Dom in Köln. In der Spielzeit 1980/81 war sie als Gast wieder am Stadttheater Chur verpflichtet. In der Saison 1982/83 trat sie beim „Theater unterwegs“ neben Günter Strack, Walter Renneisen und Joost Siedhoff in dem Stück Der Abstecher von Martin Walser auf. 1986 spielte sie am Urania-Theater in Köln neben Katy Karrenbauer in dem Theaterstück Spelterini hebt ab von Lukas B. Suter. In der Spielzeit 1988/89 war sie mit dem Euro-Studio Landgraf auf Tournee.
Seit den 1960er Jahren übernahm Behleit auch Film- und Fernsehrollen. Dabei wurde sie fast ausschließlich in prägnanten Nebenrollen eingesetzt. Sie verkörperte Nachbarinnen, Sekretärinnen, Putzfrauen und ähnliche Rollen, denen sie in kurzen Szenen Profil gab.
Eine größere Fernsehrolle hatte sie in dem Fernseh-Mehrteiler Die zweite Heimat – Chronik einer Jugend (1992), dem zweiten Teil der Heimat-Trilogie des Regisseurs Edgar Reitz, als Mutter Lichtblau, die Mutter der weiblichen Hauptfigur Clarissa Lichtblau. Diese Rolle spielte sie auch im dritten Teil Heimat 3 – Chronik einer Zeitenwende (2004). Wiederkehrende Episodenrollen übernahm sie in den Serien Unsere Schule ist die Beste (1994) und Hallo, Onkel Doc! (1994). Ihre bekannteste Fernsehrolle hatte Behleit als Haushälterin Frau Jürgens in der ZDF-Fernsehserie Der Landarzt. Behleit spielte diese Rolle von 1989 bis 2012 durchgehend über 20 Jahre, in fast 150 Folgen der Serie. Behleit hatte auch häufig Gastrollen in den Münchner Krimi-Serien Der Alte, Derrick und Siska.
Behleit lebte in Feldafing am Starnberger See, wo sie Ende Februar 2013 im Alter von 81 Jahren starb.

## Filmografie (Auswahl)
- 1967: Aktien und Lorbeer (Fernsehfilm)
- 1968: Ein Fall aus lauter Liebe (Fernsehfilm)
- 1971: Komische Geschichten mit Georg Thomalla: Tommi und der Schnupfen (Fernsehserie, eine Folge)
- 1972: Scheidung auf Musikalisch (Fernsehfilm)
- 1982: Flucht aus Pommern
- 1988: Polizeiinspektion 1: Vorschriftswidrig (Fernsehserie, eine Folge)
- 1988–2007: Der Alte (Fernsehserie, 12 Folgen, verschiedene Rollen)
- 1989–2013: Der Landarzt (Fernsehserie, 144 Folgen)
- 1991: Löwengrube: Funkstille – Sommer 1946 (Fernsehserie, eine Folge)
- 1992–1993: Die zweite Heimat – Chronik einer Jugend (Fernseh-Mehrteiler)
- 1994: Hallo, Onkel Doc! (Fernsehserie, 2 Folgen)
- 1994: Unsere Schule ist die Beste (Fernsehserie, 4 Folgen)
- 1997: Sophie – Schlauer als die Polizei: Zeit zu sterben (Fernsehserie, eine Folge)
- 1999: Doppelter Einsatz: Ganz normale Mörder (Fernsehserie, eine Folge)
- 1999: Unser Charly: Sieg der Wahrheit (Fernsehserie, eine Folge)
- 2002–2005: Siska (Fernsehserie, 6 Folgen, verschiedene Rollen)
- 2004: Heimat 3 – Chronik einer Zeitenwende (Fernseh-Mehrteiler)